# パン生地
本記事ではドウ（英: dough）、またパン生地（パンきじ）やパスタ生地（パスタきじ）やクッキー生地（クッキーきじ）などと呼ばれているものについて解説する。
流動性のある、液体に近い「生地」については、生地 (食品)を参照。

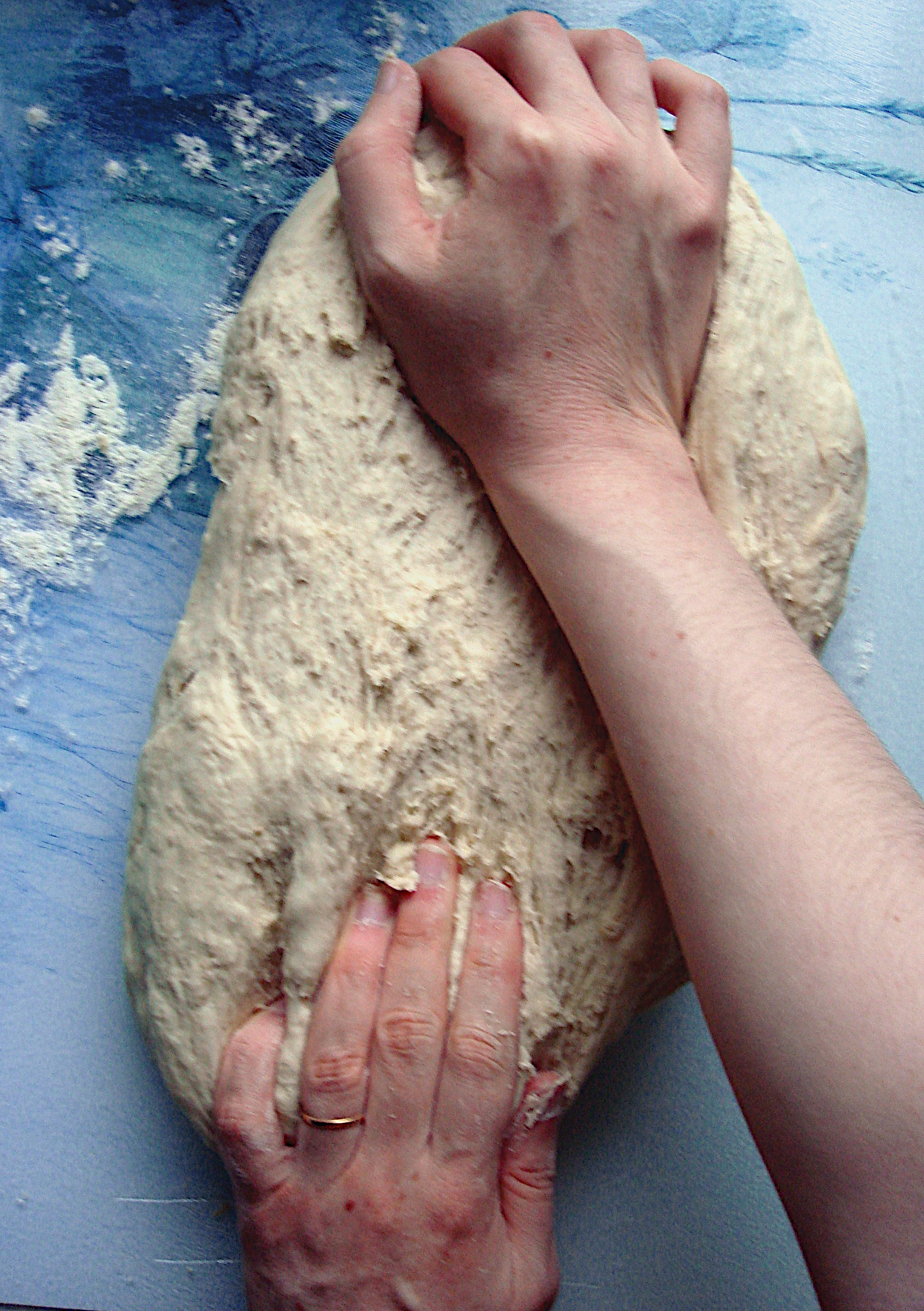
適度な粘弾性の、パン生地をこねているところ

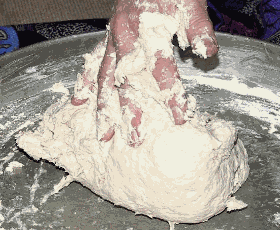
（一般論として言えば）水分がやや多すぎの状態。ベトベトで、指にからみついている。

チャパティの生地をのばすところ

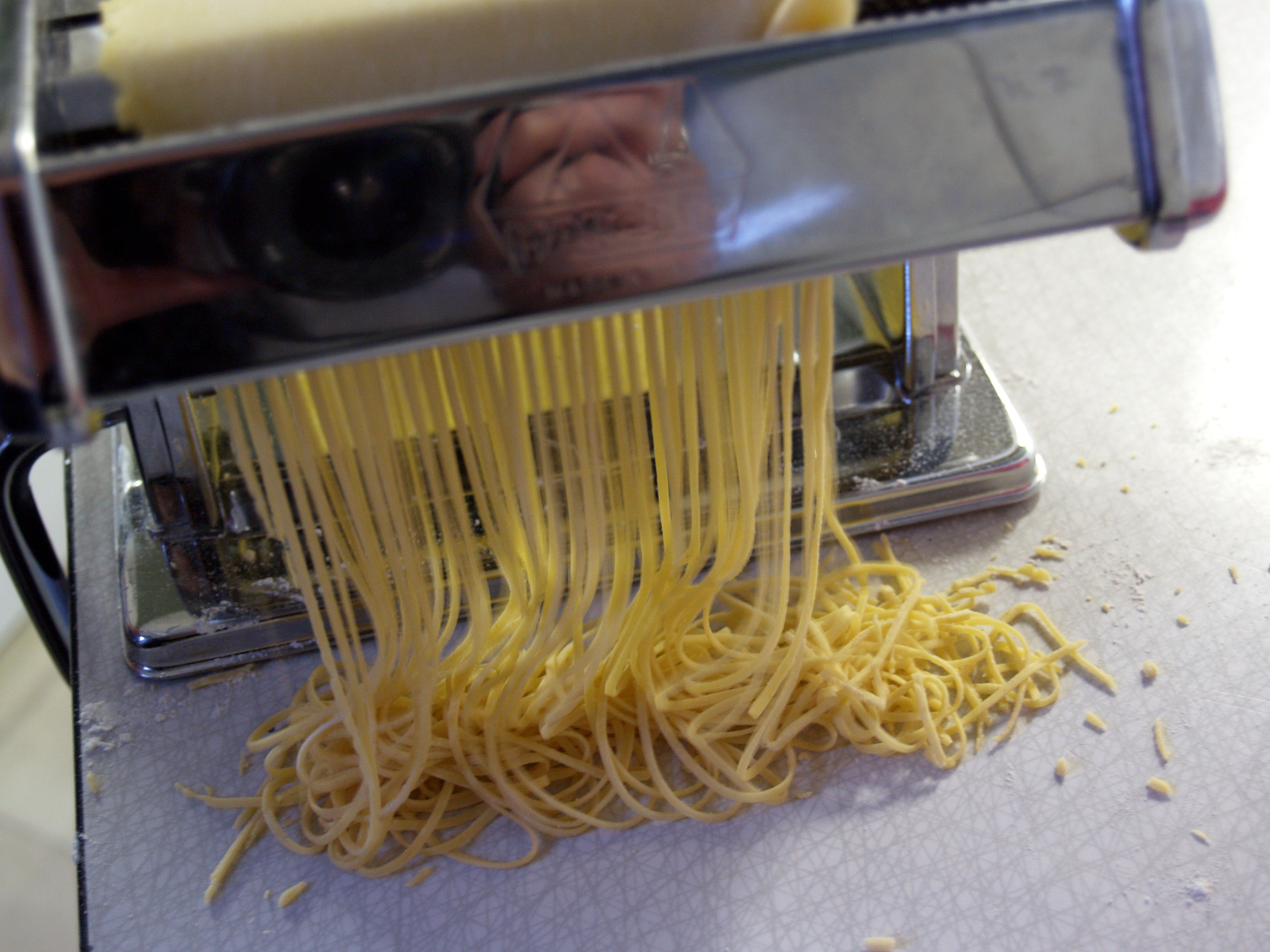
薄くしたドウをパスタマシンに通してパスタを作っているところ

## 概説
パン作りやパスタ作りなどの分野で、英語を用いて「dough ドウ」、日本語で「生地」と呼ばれるものは、何らかの穀粉と少量の液体を混ぜることによってできた粘弾性がある状態のもの、つまり粘り気と弾力性を兼ね備えたもののことである。
パンやパスタの生地（dough)として世界でもっとも高頻度で、大量に用いられているのは、小麦粉を主体とし そこに少量の水を加えたものであるが、生地（dough)は、小麦粉主体のものに限らず、さまざまな穀物（や豆類）から作られた穀粉と少量の水などの液体を混ぜることによって作られたものがある。

### 生地（ドウ）から作られる料理、食品
生地（dough）は、有名なところでは例えば種無しパン、発酵パン、ピッツァ、パスタ類、麺類の中間材料であり、またパンケーキ、クラスト、ペイストリー、ダンプリングなどや、広くはパンベースの食品類を作る中間材料である。世界的に見るとパンは、小麦だけでなく、トウモロコシ、米などの穀類や類似の作物から作られたものがある。
中央インドの多くの地域では、ドウ（生地）で団子を作り手早く炙って火を通したバーティが作られる。アフリカのサヘル地域の国々では、モロコシや雑穀から作られたドウ（生地）で作った団子を茹でたアイシュ（aiysh）やビヤ（biya）が食べられる。生地を薄くのばして焼いたロティ、ラヴァシュ、サンギャーク、ユフカ、マッツァー、ラファ（lafa）、トルティーヤなどのフラットブレッドは、世界中の多くの地域で作られている
パン
世界各地で、小麦などの穀類の粉を水とイーストを混ぜ発酵させた生地がパン作りに用いられている。砂糖、塩もまた、パン生地の一般的な材料である。
ものによっては鶏卵やバターやオリーブオイルを加える場合もある。そうした材料の割合を増やしてゆくと、次第に、クッキーなどお菓子に近いものとなってゆく。
なお、パン生地を揚げて作る揚げパンも多くの文化圏にある。

## 料理以外の用途
小麦粉を主体としたドウは、工作や手芸で、一種の粘土のように、用いられることがある。
プレイ・ドウ
もともと食品なので、口に入れ呑みこんでしまった場合でも通常の粘土よりも安全なので、欧米では家庭で親が（ものを口に入れがちな）幼児の遊びのために作り、使わせている。（こうしたドウを「プレイ・ドウ」と呼んでいる）。日本では、幼児向け（母子向け）の造形体験教室などでしばしば用いられている。食用色素を用いて色鮮やかに着彩したものは、子供に喜ばれ、かつ安全性も保たれるので、それが用いられることもある。

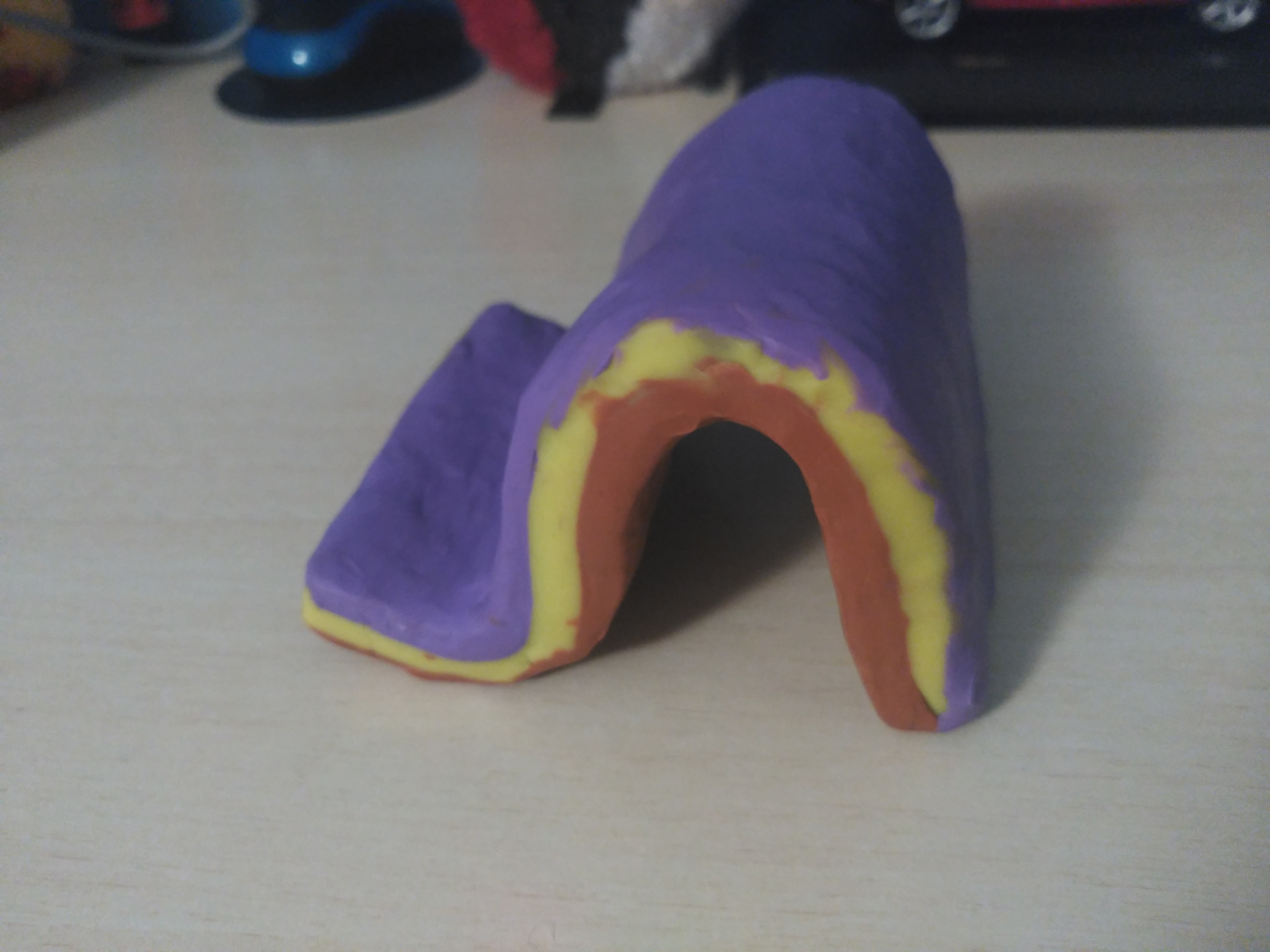
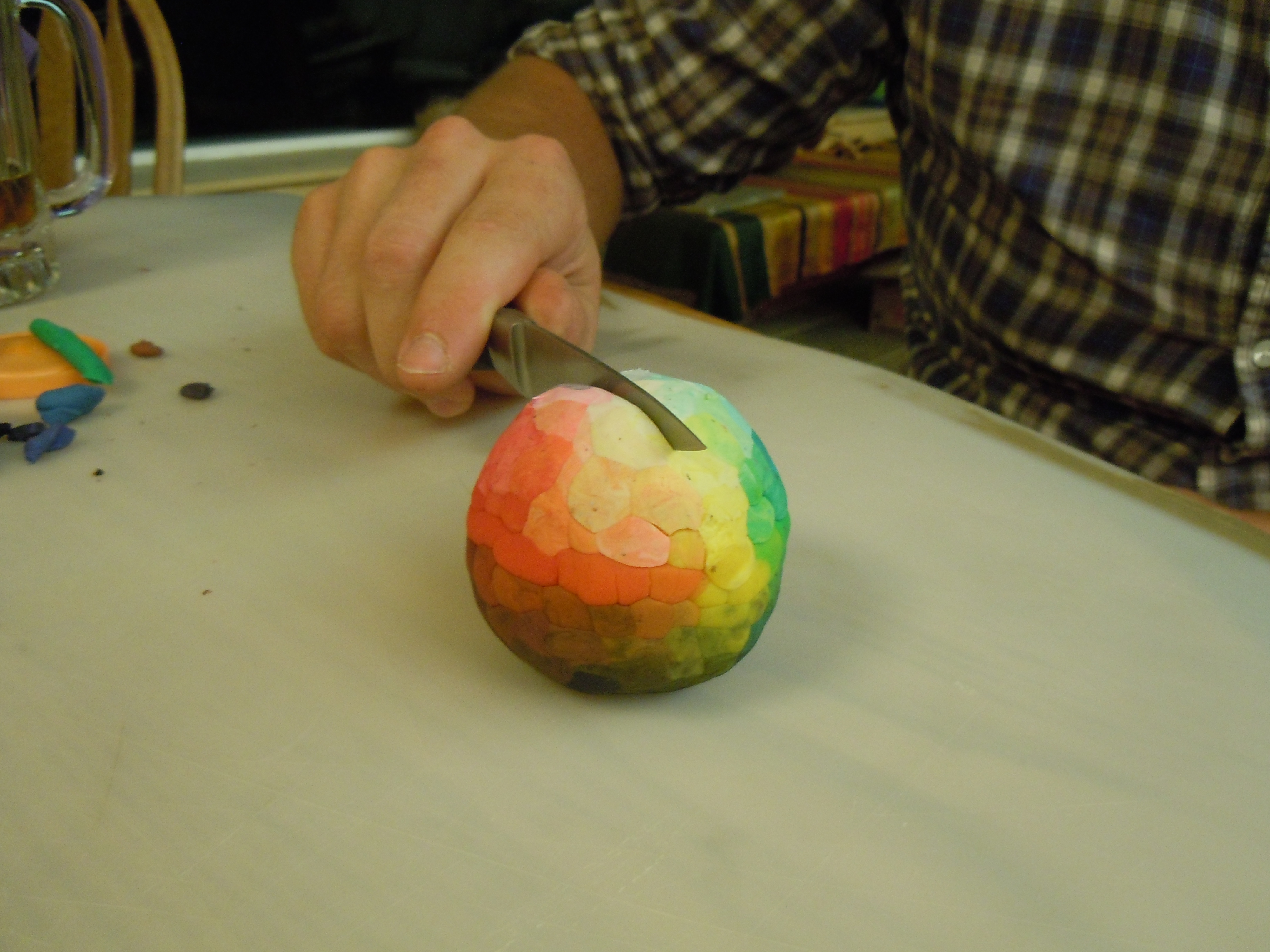

## 他
穀類の生地は、物理的に言えば、通常は非ニュートン流体である。

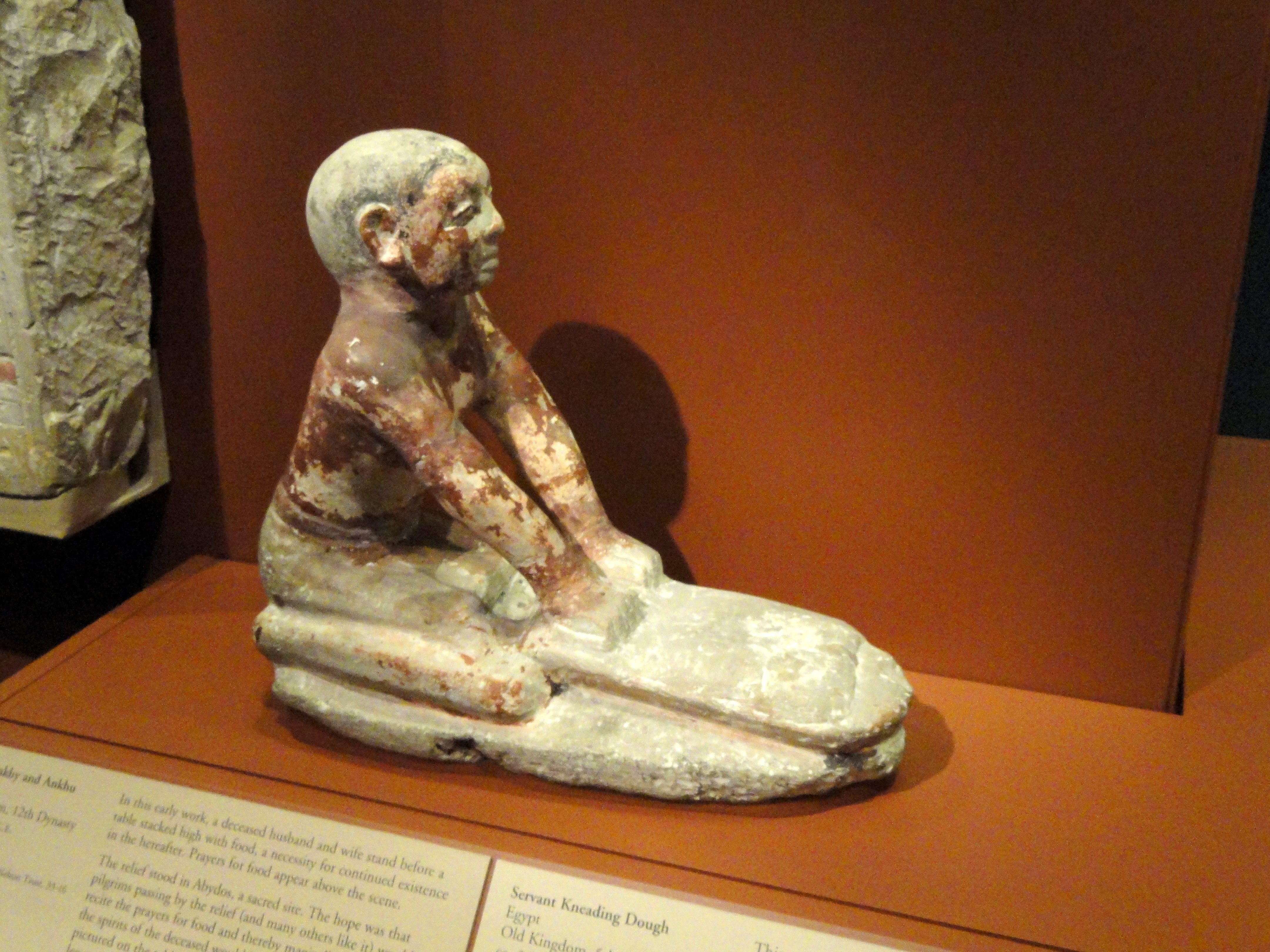
ドウを練る召使いの像。（古代エジプト、紀元前2494年～2345年頃）